# باهرة بوسكية
باهرة بوسكية (الاسم العلمي: Agave boscii) هو نوع من النباتات يتبع جنس الباهرة من الفصيلة الهليونية.